# Mai 1953

## Événements
- Voyage au Moyen-Orient du secrétaire d’État américain John Foster Dulles, qui prône la conclusion d’alliance avec les pays arabes se démarquant nettement des traditionnelles relations entre l’Orient arabe et les puissances coloniales.

- 2 mai :
  - Hussein de Jordanie est couronné roi.
  - Majorité de Fayçal II d'Irak. La vie politique en Irak continue à être dominée par son oncle Abdul Illah et le Premier ministre Nouri Saïd.
  - Un De Havilland Comet de la British Overseas Airways Corporation s'écrase près de Calcutta victime d'un défaut structural. Il entraîne la mort de ses 43 passagers.

- 3 mai, France : second tour des élections municipales françaises.

- 4 mai : un English Electric Canberra piloté par Walter Frame Gibb bat le record du monde d'altitude en avion en atteignant 19 406 m[1].

- 6 mai, France : Charles de Gaulle rend leur liberté aux élus du RPF, ce parti sera mis en sommeil en septembre 1955.

- 14 mai, France : création de l'hebdomadaire « l'Express » par Jean-Jacques Servan-Schreiber et Françoise Giroud.

- 15 mai, Canada : enregistrement de l'album mythique Jazz at Massey Hall au Massey Hall de Toronto par Dizzy Gillespie, Charlie Parker, Bud Powell, Charles Mingus, et Max Roach.

- 18 mai :
  - Jacqueline Cochran est la première femme à passer le mur du son (Mach 1,01), aux commandes d'un F-86 Sabre, au-dessus de la Californie[2].
  - Premier vol de l'avion de transport Douglas DC-7.

- 21 mai, France : chute du gouvernement René Mayer.

- 22 mai[3] : Hailé Sélassié Ier signe avec les États-Unis un traité de défense mutuelle. Ils lui apportent une aide pour la reconstruction du pays.

- 25 mai : premier vol du prototype du chasseur supersonique américain North American F-100 Super Sabre.

- 26 mai, France : les parlementaires gaullistes fondent l'Union Républicaine d'Action Sociale (URAS).

- 29 mai : 
  - le Néo-Zélandais Edmund Hillary et le Sherpa Tensing Norgay sont les premiers hommes à gravir l'Everest.
  - Un Douglas Super DC-6B de la TAI (Transports Aériens Intercontinentaux) bat le record du monde de distance pour avions commerciaux : 9 200 kilomètres de Los Angeles à Paris en 20 heures et 28 minutes[4].

- 30 mai : 500 miles d'Indianapolis.

## Naissances
- 1er mai : Françoise Laborde, journaliste, présentatrice de télévision et écrivaine française.
- 3 mai : Stephen Warbeck, compositeur britannique de musiques de films.
- 5 mai : Ibraheem Yaqoub Zakzaky, chef religieux au nigéria.
- 6 mai : Tony Blair, homme politique britannique.
- 7 mai : Waldemar Kita, homme d'affaires franco-polonais, propriétaire et président du FC Nantes.
- 9 mai :
  - Pierre d'Ornellas, évêque catholique français, archevêque de Rennes.
  - Béatrice Schönberg, présentatrice de télévision et journaliste française.
  - Evert Verhees, bassiste belge.
- 11 mai : Kiti Mánver, actrice espagnole.
- 12 mai : Michel Lapierre, journaliste et écrivain canadien († 13 octobre 2023).
- 14 mai : 
  - Tom Cochrane, auteur et chanteur.
  - John Rutsey, premier batteur du groupe de rock canadien.
- 16 mai : Pierce Brosnan, acteur Irlando-américain.
- 18 mai : Guilherme Posser da Costa, homme politique santoméen.
- 21 mai : 
  - Kathleen Wynne, première ministre de l'Ontario.
  - Nora Aunor, actrice et chanteuse philippine († 16 avril 2025).
- 22 mai : François Bon, écrivain français.
- 25 mai : Eve Ensler, dramaturge et féministe américaine.
- 29 mai : Danny Elfman, compositeur et acteur américain.
- 31 mai : François Rollin, humoriste, acteur et scénariste français.

## Décès
- 16 mai : Django Reinhardt, guitariste de jazz français (° 23 janvier 1910)